# Ракље
Ракље (мкд. Ракле) су насеље у Северној Македонији, у јужном делу државе. Ракље припадају општини Прилеп.

## Географија
Насеље Ракље је смештено у јужном делу Северне Македоније. Од најближег већег града, Прилепа, насеље је удаљено 25 km источно.
Ракље се налазе у историјској области Рајец, која обухвата слив истоимене Рајечке реке, притоке Црне реке. Источно од села уздиже се планина Клепа, а Западно планина Бабуна. Надморска висина насеља је приближно 520 метара.
Клима у насељу је континентална.

## Становништво
По попису становништва из 2002. године, Ракље су имале 7 становника.
Претежно становништво у насељу су етнички Македонци (100%).
Већинска вероисповест у насељу је православље.